# 戴維德·比拉奇
戴維德·比拉奇（義大利語：Davide Biraschi，1994年7月2日—）是意大利的一位足球運動員。現效力於土超球隊卡拉古拉克，在場上的位置是後衛。在轉會至熱那亞之前，他曾效力於格羅索托等球隊。他也代表意大利U21國家隊參賽並參加了2017年歐洲U21足球錦標賽。

## 外部連結
- Soccerway資料庫：戴維德·比拉奇